# José Ramos (football, 1899)
Pour les articles homonymes, voir José Ramos.
José Ramos est un footballeur portugais né le 21 avril 1899 et mort à une date inconnue. Il évoluait au poste d'attaquant.

## Biographie

### En club
José Ramos est l'un des premiers joueurs internationaux du CS Marítimo.
Les clubs portugais disputent  à l'époque leur championnat régional ainsi qu'un Championnat du Portugal dont le format ressemble à l'actuelle Coupe du Portugal. Avec le CS Marítimo, José Ramos remporte en 1926 l'édition de cette dernière compétition.

### En équipe nationale
International portugais, il reçoit une unique sélection en amical en équipe du Portugal lors d'un match contre la France (défaite 2-4 à Toulouse) le 17 mai 1925.

## Palmarès
CS Marítimo
- Campeonato de Portugal (1) :
  - Vainqueur : 1925-26.